# Micropholis gnaphaloclados
Espèce
Statut de conservation UICN

 NT  : Quasi menacé
Classification phylogénétique
Micropholis gnaphaloclados est une espèce de plantes à fleurs de la famille des Sapotaceae. C'est un arbre originaire du Brésil.

## Répartition
Endémique et dispersé dans les cerrado sub-montagneux et les affleurements rocheux dans les états du Mato Grosso, de Bahia, d'Espírito Santo, et de Pernambuco au Brésil.

## Conservation
Les populations sont devenues extrêmement fragmentées du fait de la déforestation.